# Agustín Fraile Ballesteros
Agustín Fraile Ballesteros (m. 1947) va ser un mestre i guerriller espanyol.

## Biografia
Oriünd de la localitat extremenya de Peraleda de la Mata, era mestre de professió. Va arribar a militar en el Partit Comunista d'Espanya. El setembre del 1936, estant destinat com a mestre nacional a Daimiel, va ser designat Inspector interí d'Ensenyament Primari per a la província de Ciudad Real.
Després de l'esclat de la Guerra civil va passar a formar part del comissariat polític de l'Exèrcit Popular de la República; va arribar a exercir com a comissari de la 13a Divisió.
Acabada la contesa s'uniria al Maquis antifranquista. Utilitzaria els pseudònims de «Santiago» o «Padilla». Integrat en la 1'Agrupació guerrillera de la zona centre, el seu comandant, Jesús Bayón González «Carlos», el va nomenar cap de Propaganda. Posteriorment també assumiria el lloc de 2n cap de l'Agrupació. Aquesta unitat actuava en la zona dels Montes de Toledo, al sud del Tajo. No obstant això, cap a 1947 Agustín Fraile i altres guerrillers es van traslladar a la Sierra de San Pedro, a la província de Càceres. Va caure abatut el 23 de març de 1947 durant una trobada amb la Guàrdia Civil, i fou enterrat a Aliseda.